# Interruptor de flotador
Un interruptor de flotador o detector de nivell és un tipus de sensor de nivell, un dispositiu utilitzat per detectar el nivell de líquid dins d'un dipòsit. L'interruptor es pot utilitzar per controlar una bomba, com a indicador, una alarma o per controlar altres dispositius.s'usa per comprovar si el nivell d'un dipòsit ha superat o no un punt establert. Pot ser mecànic (flotador més interruptor), resistiu (si el líquid és conductor), capacitiu, etc..

## Principi
Un tipus d'interruptor de flotador utilitza un interruptor de mercuri dins d'un flotador amb frontisses. Un altre tipus comú és un flotador que aixeca una vareta per accionar un microinterruptor. Utilitza un reed switch muntat en un tub; un flotador, que conté un imant, envolta el tub i és guiat per aquest. Quan el flotador aixeca l'imant fins a l'interruptor de canya, es tanca. Es poden muntar diverses canyes al tub per a diferents indicacions de nivell mitjançant un conjunt.
Quan el nivell d'aigua puja fins a submergir el dispositiu, la seva capacitat de surar i la forma de boia fa que giri. En aquesta posició, una bola de metall situada a l'interior es mou per gravetat cap a la punta de la boia, establint un contacte elèctric entre els dos fils Altres tècniques fan servir un contacte elèctric mercuri.
Amb una o més boies de nivell i un reglatge "tot o res" es pot automatitzar una bomba de sentina o vàlvula de desbordament amb una lògica simple basada en relés electromecànics.

Interior d'una boia
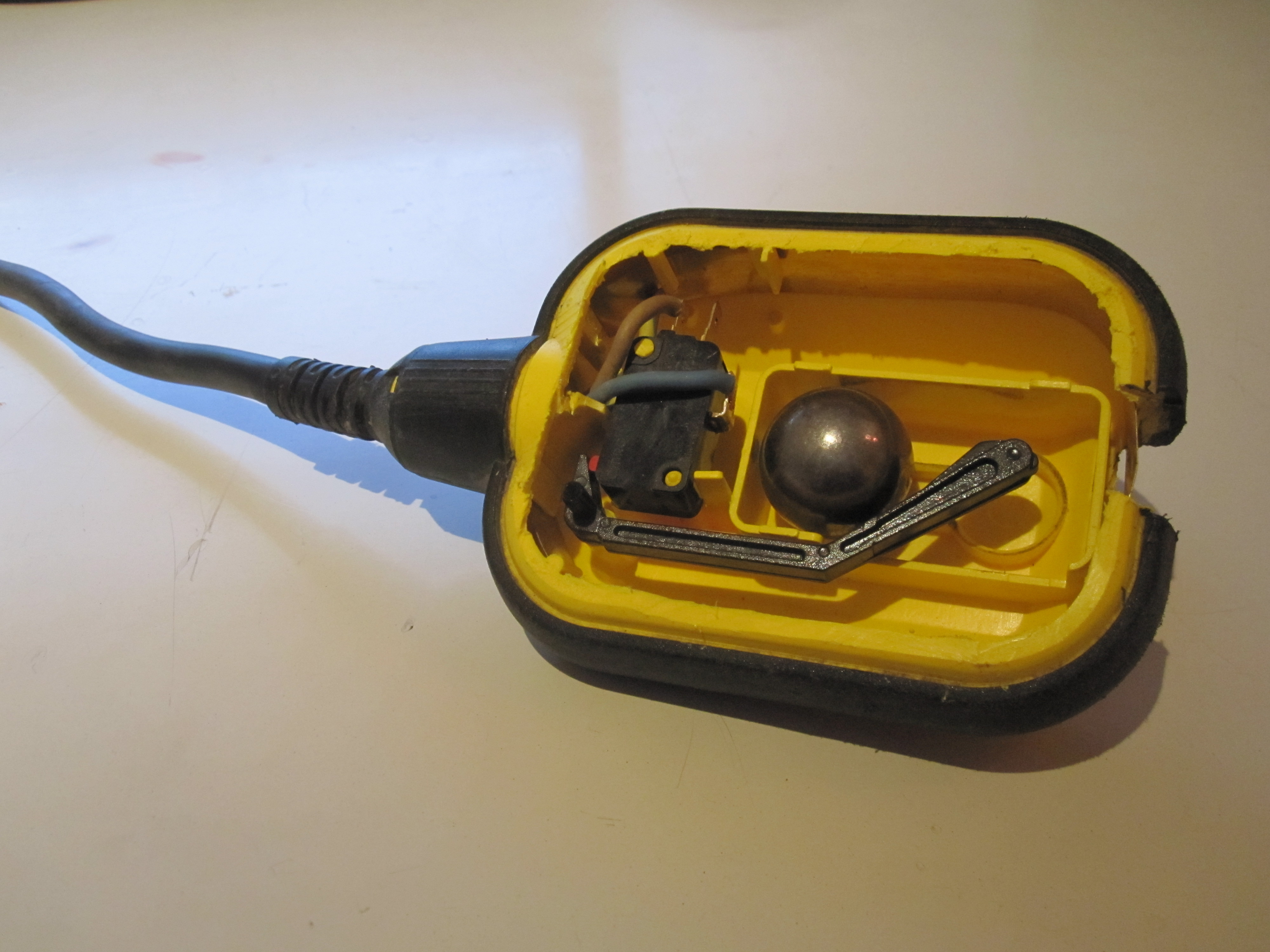
Circuit Tancat
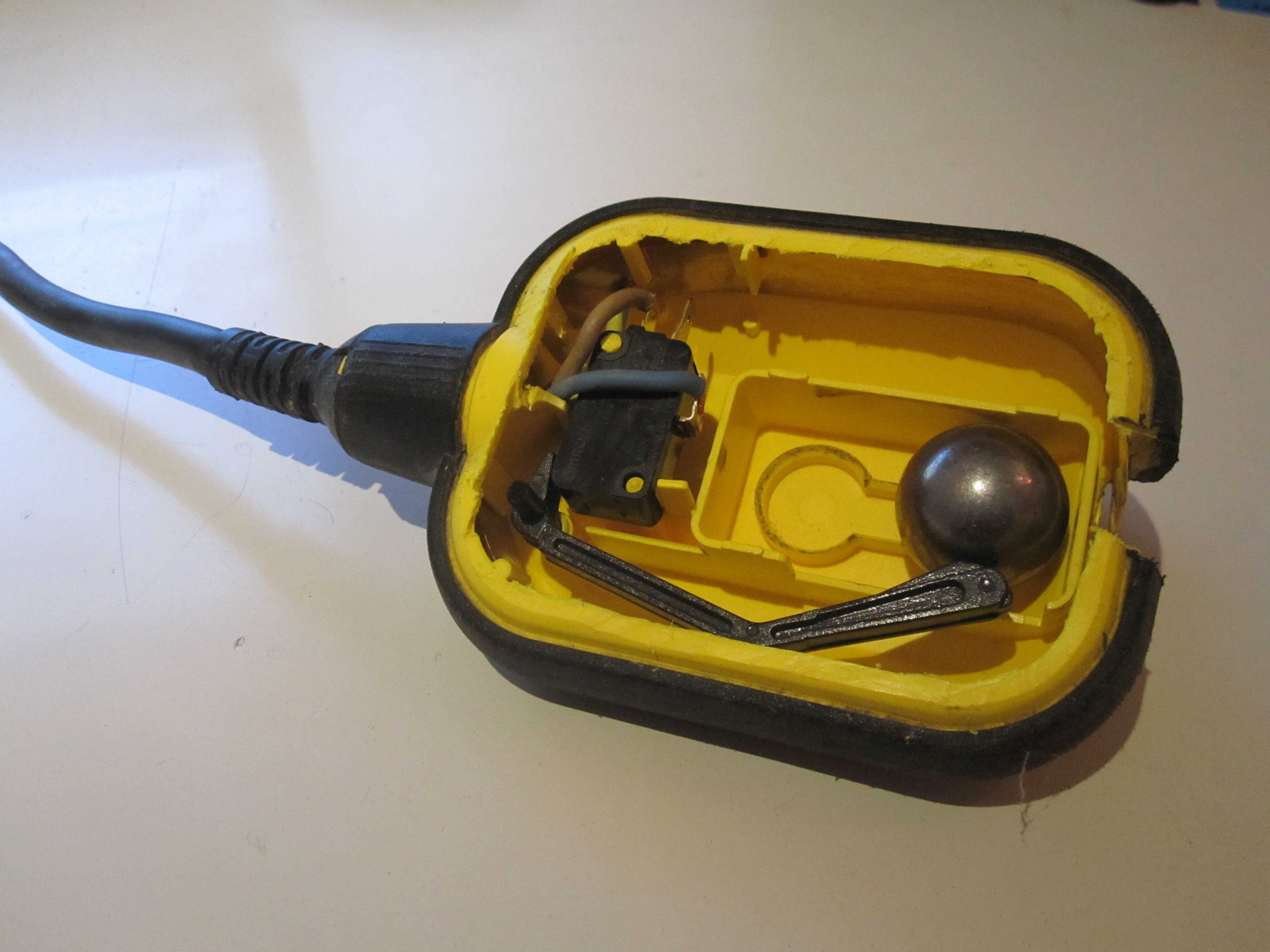
Circuit Obert

## Aplicacions
Una aplicació molt corrent és en bombes de dipòsit on l'interruptor detecta l'augment del nivell de líquid al dipòsit o dipòsit i activa una bomba elèctrica que després bombeja el líquid fins que el nivell de líquid s'ha reduït substancialment, moment en què el la bomba es torna a apagar. Els interruptors de flotació solen ser ajustables i poden incloure una histèresi substancial. És a dir, el punt d'"encesa" de l'interruptor pot ser molt més alt que el punt de "apagat". Això minimitza el cicle d'encesa i apagat de la bomba associada.

## Avantatges
- Un disseny molt senzill, robustesa i febla corrosió li donen una esperança de vida llarga;
- Fiabilitat ja que és pràcticament impossible que no faci contacte elèctric quan la bombeta està suspesa (o que no en faci quan està submergida)
- Poc manteniment;
- La histèresi de la seva resposta: la dimensió de la qual està fet el contacte és més gran que la de la quan s'interromp.